# Cononedys bituberculata
Cononedys bituberculata är en tvåvingeart som beskrevs av Becker 1915. Cononedys bituberculata ingår i släktet Cononedys och familjen svävflugor. Inga underarter finns listade i Catalogue of Life.